# Malady Front
| Logo            | Logo                      |
| --------------- | ------------------------- |
|                 |                           |
| Basisdaten      |                           |
| Gründungsdatum: | 1997                      |
| Vorsitzender:   | Dsjanis Urbanowitsch      |
| Stellvertreter: |                           |
| Website:        | malady-front.blogspot.com |

Malady Front (belarussisch Малады Фронт, МФ; „Junge Front“, JF; offiziell registriert in Tschechien) ist eine belarussische Jugendorganisation. Sie ist Mitglied der Jugend der Europäischen Volkspartei (YEPP).

## Geschichte
Die Jugendorganisation Malady Front wurde 1997 gegründet und vereinigte mehrere Jugendinitiativen und Organisationen. Mit der Zeit wandelte sich die Ideologie der Jungen Front von einer Protestbewegung in eine rechtszentristische Organisation. Ende der 1990er Jahre veranstaltete sie mehrere Massen-, Informations- und Ausbildungsaktionen.

### Kongresse
- Der I. Kongress der Organisation fand am 6. September 1997 statt. Zu den Kovorsitzenden der Jungen Front wurden Pawel Sewjarynez (Minsk), Siarzhuk Paulenka (Hrodna) und Ales Asipcou (Mahiljou) gewählt.
- Der II. Kongress der JF fand am 10. Februar 1999 statt. Zum Vorsitzenden der Organisation wurde Pawel Sewjarynez wiedergewählt.
- Der III. Kongress fand am 1. Juli 2000 statt. Es wurde abermals Pawel Sewjarynez zum Vorsitzenden der JF gewählt und ein neues Programm angenommen.
- Der IV. Kongress war am 19. Juni 2002. Es wurde wiederum Pawel Sewjarynez zum Vorsitzenden der Organisation gewählt.
- Der V. Kongress der JF fand in zwei Tagungen am 23. Mai 2004 und am 23. Januar 2005 statt. Zu den Kovorsitzenden der Jungen Front wurden Siarzhuk Bachun und Smizer Daschkewitsch gewählt.
- Der VI. Kongress der JF war am 9. März 2008. Die erneuerte Strategie der Tätigkeit „Reformation der Jungen Front“ wurde angenommen, laut welcher der JF die Vereinigten Demokratischen Kräfte von Belarus verließ. Smizer Daschkewitsch wurde wiedergewählt.[1]
- Der VII. Kongress der Jungen Front fand am 30. Januar 2010 statt. Es wurde eine Strategie mit dem Namen „Neue Generation“ ins Leben gerufen und Daschkewitsch wurde wiedergewählt.
- Auf dem VIII. Kongress der JF am 26. Oktober 2013 wurden Daschkewitsch, Eduard Lobau und Andrus Zjanjut in den Vorstand gewählt.[2]

## Ziele und Aufgaben
Laut eigenen Angaben umfassen die Ziele der Jungen Front die Vereinigung und Erziehung der Jugend auf der Grundlage der belarussischen nationalen Idee und der christlich-demokratischen Prinzipien sowie die Konstruktion einer bürgerlichen Gesellschaft auf Basis der Demokratie und des freien Marktes, die bei der Bildung einer „geistig und körperlich starken Generation“ helfen sollen.
Des Weiteren setzt sich die Organisation für die Unabhängigkeit von Belarus, die Bewahrung der belarussischen Sprache und der nationalen belarussischen Symbolen (das Wappen „Pahonia“ und die weiß-rot-weiße Fahne), sowie einer Integration in die Europäische Union ein.

## Tätigkeit
Die Junge Front verfügt über etwa 1000 bis 1500 Mitglieder. Das oberste Organ ist der Kongress, der mindestens einmal in zwei Jahren abgehalten wird.
Die Junge Front ist Mitglied der European Democrat Students (EDS, deutsch: Europäische Demokratische Studenten) und Youth of the European People’s Party (YEPP, deutsch: Jugend der Europäischen Volkspartei). Sie unterhält Partnerbeziehungen mit anderen Organisationen in der Ukraine, Schweden, Litauen, Polen und weiteren Ländern.
Zu Feiertagen und vor wichtigen Ereignissen hissen Mitglieder der JF über die weiß-rot-weiße Flagge in ganz Belarus. Bei einer Aktion unter dem Namen „Die Stadt ist unser!“ im Jahr 1997 wurden landesweit mehr als 2000 Fahnen gehisst.
In einem Bekanntheitsrating verschiedener Jugendorganisationen aus dem Jahr 1999 stand die Junge Front mit 10 % hinter der BPSM (48 %) und der BSM (25 %).
Während der Parlamentswahlen im Jahr 2000 führte die Junge Front eine Boykottkampagne mit dem Namen: „Wyraby“ durch.
In der Präsidentenwahlkampagne 2001 war die Junge Front Organisator des Kongresses der Belarussischen Jugend, an dem mehr als 520 Delegierte aus ganz Belarus teilnahmen. Während der Kampagne zur Präsidentschaftswahl 2001 wurde die Junge Front eine entscheidende Kraft in der Mobilisierungskampagne «Wähle!». Während des Wahlrennens führte die Junge Front über 1100 Aktionen in mehr als 120 Städten Belarus durch.
Am 24. September 2001 begann die Junge Front die präzedenzlose Wache in Kurapaty, um gegen die Zerstörung der nationalen Nekropole durch den Bau eines Minsker Autobahnringes zu protestieren. Mehr als 120 Aktivisten der Jungen Front nahmen am achtmonatigen ununterbrochenen „Schutzes von Kurapaty“ teil, der mit dem Sieg der Jugend endete.
In einer Umfrage aus dem Sommer 2002 der belarussischen Wochenzeitung Nascha Niwa (deutsch: „Unser Feld“) war die Junge Front eine der fünf einflussreichsten politischen Kräfte von Belarus – zusammen mit der Verwaltung von Aljaksandr Lukaschenka, dem Parlament und den zwei größten Oppositionsparteien. Die Tätigkeit der Jungen Front wurde als sehr wirksam von staatlichen und nicht staatlichen Experten geschätzt.
Nach Angaben des Baltischen Dienstes des Institutes Gellapa im Laufe vom Oktober 2002 betrug das Rating der Jungen Front unter der ganzen Bevölkerung von Belarus 6,3 %, und unter der jungen Menschen im Alter von 18 bis 30 Jahren bei 14 %.
2003 nahmen Mitglieder der Jungen Front an den Abgeordnetenwahlen teil und gewannen in einigen Bezirken. 2004 nahmen sie an den Wahlen in die Kammer der Vertreter teil. Der von der Jungen Front gegründete Block „Junges Belarus“ ging in den Ständigen Geltenden Rat der demokratischen politischen Parteien, und später in ODS (deutsch: die Vereinigten demokratischen Kräfte) ein.
Aktivisten der Organisation sammelten mehr als 40.000 Unterschriften zur Unterstützung und wurden eine Hauptkraft, die der Durchführung des dritten Referendums von Lukaschenka entgegenstand. Gegen die Absicht Lukaschenkas, die Verfassung zu ändern, organisierte die Junge Front Protestaktion am Kalinouskiplatz (Oktoberplatz), für die Zmicier Daschkewitsch verhaftet und zu 10 Tagen administrative Haft verurteilt wurde.
Während der Präsidentschaftswahl 2006 war die Junge Front eine der Organisatoren der Massenproteste gegen die Wahlfälschung, sowie des „Zeltstädtchens“ am Kalinouskiplatz (Oktoberplatz) vom 20. bis zum 24. März 2006. Im Juni 2006 führten über 100 Aktivisten der JF einen 24-tägigen Hungerstreik durch, um gegen die Verfolgung von Aktivisten der Organisation zu protestieren.
Ein Teil der Mitglieder der Organisation trat dem Organisationsausschuss für die Bildung der Partei „Belarussische Christdemokratie“ bei.
Die Jugendorganisation erregte Aufmerksamkeit als Aktivisten auf einer Demonstration am 25. März 2014 mit einem Transparent erschienen, welches die Aufschrift „Helden sterben nicht“ trug. Darauf abgebildet waren die umstrittenen Persönlichkeiten Stanislau Bulak-Balachowitsch, Stepan Bandera, Michal Wituschka, Roman Schuchewytsch und Winzent Hadleuski. Dies stieß unter anderem beim russischen Botschafter auf Ablehnung.
Als Reaktion auf den Russischen Überfall auf die Ukraine 2022 trat der Organisationsvorsitzender Djanis Urbanowitsch zusammen mit sechs weiteren Mitgliedern von Malady Front der territorialen Verteidigungseinheit der Ukraine bei.
Am 11. August 2022 wurde Malady Front vom belarussischen Innenministerium als „extremistische Vereinigung“ eingestuft.